# ケイエッチケイアート
株式会社ケイエッチケイアートは、かつて存在したテレビ美術会社である。旧社名は「美建興業株式会社」（びけんこうぎょう）。2023年9月1日、国際放映に合併し解散した。
東京メディアシティにおける美術・大道具の仕上げ・管理を制作していた。

## 会社概要
- 所在地：〒157-0073 東京都世田谷区砧5丁目7番1号 東京メディアシティ内
- 設立年月日：1965年12月18日
- 1991年3月28日に現社名に変更

## 所属スタッフ
- 森川一雄（美術プロデューサー、元石原プロモーション）
- 山路廣
- 手塚常光（大道具営業）
- 佐藤康

## 主な作品
（凡例）太字:現在放映中、またはこれからの放映予定のテレビドラマと現在公開中の映画作品。無:全て美術担当(美術営業・プロデューサー、大道具など担当)。大:大道具担当のみ。
旧美建興業時代を含む。